# Asif Bajwa
Muhammad Asif Bajwa (geboren am 8. Juni 1972 in Sialkot) ist ein ehemaliger pakistanischer Hockeyspieler. Der Stürmer der pakistanischen Nationalmannschaft war Olympiadritter 1992 und Weltmeister 1994.

## Sportliche Karriere
In Barcelona bei den Olympischen Spielen 1992 gewann Pakistan seine Vorrundengruppe mit fünf Siegen in fünf Spielen. Im Halbfinale unterlagen die Pakistaner der deutschen Mannschaft mit 1:2 nach Verlängerung. Im Spiel um eine Bronzemedaille bezwangen sie die Niederländer mit 4:3. Asif Bajwa erzielte im Turnierverlauf drei Treffer. Im Vorrundenspiel gegen die neuseeländische Mannschaft erzielte er den einzigen Treffer.
Im Oktober 1994 belegte die Mannschaft Pakistans bei den Asienspielen in Hiroshima den dritten Platz hinter der Mannschaft Südkoreas und der indischen Mannschaft. Einen Monat später wurde in Sydney die Weltmeisterschaft 1994 ausgetragen. Die Pakistaner belegten in der Vorrundengruppe den ersten Platz vor den Australiern und erreichten mit einem 5:3 nach Penaltyschießen gegen die Deutschen das Finale. Dort bezwangen sie die niederländische Mannschaft mit 4:3 im Penaltyschießen.
2005 und 2006 fungierte Asif Bajwa als pakistanischer Trainer in der FIH Champions Trophy. Bei der Weltmeisterschaft 2010 war er Teammanager der pakistanischen Mannschaft.